# Tlacoapa, José Joaquín de Herrera
Tlacoapa är en ort i Mexiko.   Den ligger i kommunen José Joaquín de Herrera och delstaten Guerrero, i den sydöstra delen av landet, 220 km söder om huvudstaden Mexico City. Tlacoapa ligger 1 538 meter över havet och antalet invånare är 286.
Terrängen runt Tlacoapa är kuperad åt nordost, men åt sydväst är den bergig. Runt Tlacoapa är det ganska glesbefolkat, med 43 invånare per kvadratkilometer. Närmaste större samhälle är Ixcatla, 2,0 km sydväst om Tlacoapa. I omgivningarna runt Tlacoapa växer huvudsakligen savannskog.